# Aksaray (prowincja)
Aksaray − prowincja (il) w środkowej Turcji, nad jeziorem Tuz, o powierzchni 7,626 km² i 425,612 mieszkańcach (2007). Siedzibą władz jest Aksaray, inne większe miejscowości to Ağaçören, Eskil, Gülağaç, Güzelyurt, Ortaköy i Sarıyahşi.